# Kalidasa dives
Kalidasa dives är en insektsart som först beskrevs av Walker 1851.  Kalidasa dives ingår i släktet Kalidasa och familjen lyktstritar. Inga underarter finns listade i Catalogue of Life.